# Pedro Antón Serra
Pedro Antón Serra (Zaragoza, c. 1585-Barcelona, 17 de febrero de 1632), fue obispo de Lérida (1621-1631). Fue inquisidor general y confesor de Felipe III. Fue elegido como parte de la Generalidad de Cataluña por el estamento eclesiástico el 22 de julio de 1629.

## Biografía
Natural de Zaragoza, de familia humilde, estudió en el Estudio General de Lérida. 
A los 27 años ya era vicario general de Valencia, cargo que desempeñaba cuando en 1621 fue elegido obispo de Lérida, por bula del 19 de abril de 1621. Tomó posesión del cargo el 14 de junio en la catedral de Valencia y el 14 de noviembre hizo su entrada.
En 1622, convocó un sínodo diocesano. Llevó desde Roda de Isábena las reliquias de San Ramón y San Valerio, pero, tras ser acusado de expoliar los sepulcros, fue obligado por el nuncio papal, Lorenzo Campeggi, a devolver las reliquias a Roda.
Durante su trienio al frente de la Generalidad, la Monarquía Hispánica se encontraba envuelta en muchas guerras y tenía las finanzas dañadas, por lo que pidió a la Generalidad que se hiciera cargo de fortificar los castillos de Perpiñán y Salsas, y erigiera un fuerte en el Grau para proteger la frontera con Francia. Todo ello a cuenta de un excedente de 100000 libras de un servicio que las Cortes de Monzón habían acordado con Felipe II.
Sobre su fallecimiento aparece en Miquel Parets:

Muere Serra, obispo de Lérida, enterrador de monstruos, ladrón de santos aragoneses, presidente de la Diputación	(120 + 263)
Martes de Carnestolendas, á [17] de Febrero 1632, murió aquí en Barcelona el obispo de Lérida D. J. de Serra: aragonés, hombre mui afable y de linda presencia y de edad de 48. Hallávase diputado electo y acavaba aquel año el trienio, con que no sacaron nuevo diputado. Posava en el palacio del Rey, en donde, con sunptuoso capilardente estubo descubierto tres días, en los quales se celebraron solemnes exequias, asistiendo á ellas el consistorio de Diputación, y al tercer día, en túmulo muí elebado y procesión, lo pasaron por las calles que va la procesión del Corpus: heran ochenta achas y 40 canastos? y en el Aseo, con mucha celebridad de oficio le dieron sepultura.
Miquel Parets, De los muchos sucesos dignos de memoria que han ocurrido en Barcelona y otros lugares de Cataluña, crónica escrita [...] entre los años de 1626 á 1660 (1888)

## «Presidente de la Generalidad»
En 2003, el historiador español Josep M. Solé i Sabaté publicó la obra colectiva Historia de la Generalitat de Catalunya i dels seus presidents, dentro de la Enciclopèdia Catalana. En esta obra, Solé i Sabaté incluía una «lista de los presidentes de la Generalitat», confeccionada mediante el siguiente procedimiento: Para el periodo desde 1359 hasta 1914 —anterior a la creación de la Generalidad de Cataluña—, Solé i Sabaté decidió considerar «presidente de la Generalidad» al que determinó por razones protocolarias como diputado eclesiástico más destacado de la Diputació del General de Catalunya, aunque ninguno de tales diputados ostentara jamás el cargo de «presidente». La Diputació del General de Catalunya era un órgano de las Cortes Catalanas, disuelto por el Decreto de Nueva Planta en 1716 y brevemente restituido durante dos años (1874-1875). Para el periodo 1914-1925, Solé i Sabaté consideró «presidente de la Generalidad» al presidente de la Mancomunidad de Cataluña. La lista de Solé i Sabaté a partir de 1931 incluye tanto a los presidentes de la Generalidad de Cataluña como a aquellos que se proclamaron «presidentes en el exilio», pero excluye a aquellos elegidos por el Gobierno español durante el presidio de Lluís Companys (1934-36).
En este contexto, Solé i Sabaté considera que Pere Antoni Serra fue presidente de la Generalidad de Cataluña.